# キュル・ビルゲ
ビルゲ・キュル・カーディル・ハン（Bilge Kul Qadir Khan、生没年不詳）は、カラハン朝の創始者として知られている人物。「ビルゲ・キュル・カラ・ハン」とも呼ばれる。

## 概要
出身部族の出自については様々な説がある。西洋の歴史学によれば、ビルゲ・キュルはカルルク・ヤグブの子孫でイスフィジャブ（セイラム）の支配者であったという。ビルゲ・キュルは、チギルの一部、またはヤグマの出身だったという考えもある。オメリヤン・プリツァクによれば、ビルゲ・キュルは阿史那氏の出身であったため、回鶻の没落後に「可汗」の称号を主張したという。